# Eurocopa 2032
La Eurocopa 2032, o simplemente Euro 2032, será la decimonovena edición del certamen, el campeonato internacional de fútbol cuatrienal organizado por la UEFA para las selecciones nacionales masculinas absolutas de sus asociaciones miembro. Italia y Turquía serán los anfitriones del torneo, que está previsto que se celebre entre junio y julio de 2032.
Será la cuarta vez que se disputen partidos de la Eurocopa en Italia, que anteriormente albergó los torneos de 1968 y 1980, así como partidos del torneo de 2020 en Roma, mientras que será la primera vez que se celebren partidos en Turquía.

## Elección del país anfitrión
Los países deben presentar una oferta con 10 estadios, uno de los cuales debe tener 60 000 asientos, uno de los cuales (preferiblemente dos) debe tener 50 000 asientos, cuatro de los cuales deben tener 40 000 asientos y tres de los cuales deben tener 30 000 asientos.

### Proceso inicial
El 16 de diciembre de 2021, el Comité Ejecutivo de la UEFA anunció que el proceso de licitación se llevaría a cabo en paralelo con el de la Eurocopa 2028. Los postores interesados pueden ofertar por cualquiera de los torneos.  El cronograma de licitación es el siguiente: 
- 27 de septiembre de 2021: Solicitudes formalmente enviadas.
- 23 de marzo de 2022: Fecha límite para registrar la intención de candidatura.
- 30 de marzo de 2022: Se ponen a disposición de los licitadores los requisitos de la licitación.
- 5 de abril de 2022: Anuncio de licitadores.
- 28 de abril de 2022: Taller de apertura de licitadores.
- 12 de octubre de 2022: Presentación preliminar del expediente de la candidatura.
- 12 de abril de 2023: Presentación definitiva de la candidatura.
- 10 de octubre de 2023: Presentación de candidaturas y anuncio de la sede.

El 4 de octubre de 2023, Turquía se retiró oficialmente de la candidatura para albergar la Eurocopa 2028 para centrarse en una candidatura conjunta con Italia para la Eurocopa 2032. Al no haber encontrado oposición en su candidatura, las dos naciones fueron anunciadas como anfitrionas de la Eurocopa 2032 el 10 de octubre de 2023 en Nyon (Suiza).

## Sedes potenciales
El 12 de abril de 2023, tanto la Federación Italiana de Fútbol como la Federación Turca de Fútbol presentaron sus listas de 10 sedes propuestas, cuando eran candidaturas independientes. Dado que la candidatura se unificó, pasando a ser conjunta, cada país seleccionará cinco estadios para el torneo final. La selección de los diez estadios (cinco por país) se decidirá en octubre de 2026.
| Italia | Italia | Italia | Italia | Italia |
| Milán | Roma | Nápoles | Bari | Florencia |
| --- | --- | --- | --- | --- |
| Estadio San Siro | Estadio Olímpico | Estadio Diego Armando Maradona | Estadio San Nicola | Estadio Artemio Franchi |
| Capacidad: 75 817 | Capacidad: 70 634 | Capacidad: 54 726 (por renovar) | Capacidad: 58 270 (por renovar) | Capacidad: 43 147 (por renovar) |
| | | | | |
| Turín | Verona | Bolonia | Génova | Cagliari |
| Juventus Stadium | Estadio Marcantonio Bentegodi | Estadio Renato Dall'Ara | Estadio Luigi Ferraris | Unipol Domus |
| Capacidad: 41 507 | Capacidad: 39 371 (por renovar) | Capacidad: 36 205 (por renovar) | Capacidad: 38 279 (por renovar) | Capacidad: 30 000 (estadio nuevo)                                                                                                   |
| | | | | |
| Milán Turín Verona Génova Bolonia Florencia Roma Nápoles Bari Cagliari Ciudades propuestas por Italia como sedes para la Eurocopa 2032 | Milán Turín Verona Génova Bolonia Florencia Roma Nápoles Bari Cagliari Ciudades propuestas por Italia como sedes para la Eurocopa 2032 | Ankara Antalya Bursa Eskişehir Gaziantep Estambul Konya Trebisonda Ciudades propuestas por Turquía como sedes para la Eurocopa 2032 | Ankara Antalya Bursa Eskişehir Gaziantep Estambul Konya Trebisonda Ciudades propuestas por Turquía como sedes para la Eurocopa 2032 | Ankara Antalya Bursa Eskişehir Gaziantep Estambul Konya Trebisonda Ciudades propuestas por Turquía como sedes para la Eurocopa 2032 |
| Turquía | | | | |
| Constantinopla | Constantinopla | Constantinopla | Bursa | Ankara |
| Estadio Olímpico Atatürk | Nef Stadium | Estadio Şükrü Saracoğlu | Timsah Arena | Nuevo Estadio 19 de Mayo de Ankara                                                                                                  |
| Capacidad: 74 753 | Capacidad: 53 798 | Capacidad: 47 834 | Capacidad: 43 331 | Capacidad: 45 000 (nuevo estadio)                                                                                                   |
| | | | | |
| Konya | Trebisonda | Antalya | Gaziantep | Eskişehir |
| Estadio Konya Büyükşehir | Estadio Şenol Güneş | Estadio de Antalya | Estadio de Gaziantep | Nuevo Estadio de Eskişehir |
| Capacidad: 42 000 | Capacidad: 40 782 | Capacidad: 32 537 | Capacidad: 33 502 | Capacidad: 32 500 |
| | | | | |

## Equipos participantes
En cursiva los países debutantes en la competición.
| Equipos participantes | Equipos participantes | Equipos participantes | Equipos participantes |
| --------------------- | --------------------- | --------------------- | --------------------- |
| Italia                |                       |                       |                       |
| Turquía               |                       |                       |                       |